# Боднар Вадим Олександрович
Вади́м Олекса́ндрович Бо́днар (15 серпня 1992, с. Косогірка, Україна) — полковник Збройних сил України, командир бригади, Лицар ордена Богдана Хмельницького II та III ступеня, Народний герой України.
Брав участь у боях за Дебальцеве.

## Нагороди
За особисту мужність і героїзм, виявлені у захисті державного суверенітету та територіальної цілісності України, вірність військовій присязі під час російсько-української війни
- лейтенант Вадим Боднар нагороджений орденом Богдана Хмельницького III ступеня (26.2.2015).

За особисту мужність і високий професіоналізм, виявлені у захисті державного суверенітету та територіальної цілісності України, вірність військовій присязі під час російсько-української війни
- підполковник Вадим Боднар нагороджений орденом Богдана Хмельницького II ступеня (11.5.2022).

За особисту мужність і високий професіоналізм, виявлені у захисті державного суверенітету та територіальної цілісності України, вірність військовій присязі під час російсько-української війни
- нагороджений орденом «Народний Герой України» (7.05.2016).
- нагороджений Нагрудним знаком «За військову доблесть» (14.08.19).
- нагороджений Нагрудним знаком «Учасник АТО» (1.09.16).